# Маленька Італія

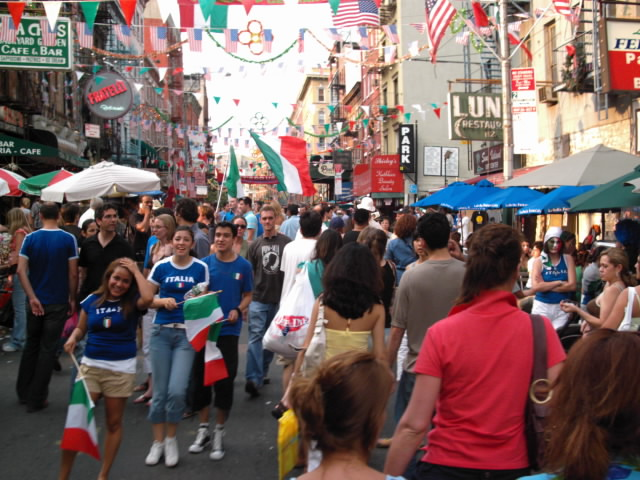
Італійці Нью-Йорка святкують перемогу національної команди в чемпіонаті світу з футболу (2006 рік)

Маленька Італія (італ. Piccola Italia, англ. Little Italy, Літтл Італі) — збірна назва міських кварталів різних країн, переважно північних (Швеція, Німеччина) або ж розташованих в Новому Світі (США, Канада, Бразилія), в яких компактно селилися італійські емігранти XIX—XX століть. Такі «маленькі», і навіть «великі Італії» стали невід'ємною частиною міського пейзажу країн еміграції. У США це був свого роду аналог китайського чайнатауну або латиномериканського баррьо.
Свою відомість з часом італійські квартали отримали як за знамениті і досить вишукані італійські ресторани та модні бутики, так і за менш привабливі сторони — бруд, бідність, високу злочинність, малоосвіченість основної маси населення, засилля мафії. У «маленьких Італіях» також виник популярний у сучасної європейської молоді стиль Гідо (аналог радянського жигана, плейбоя, мачо, та ін.)
Найзнаменитішими « маленькими Італіями» стали італомовні квартали Нью-Йорка — Маленька Італія на Манхеттені і Італійський Гарлем у м. Нью-Йорк, США, в яких довгий час проживали італоамериканці. Міське оновлення кінця ХХ століття трохи згладило колишні гострі соціальні протиріччя «маленьких Італій», але не позбулося них повністю.